# Reprezentacja Omanu w piłce nożnej mężczyzn
Reprezentacja Omanu w piłce nożnej (ar. منتخب عُمان لكرة القدم) – drużyna piłkarska reprezentująca Sułtanat Omanu w zawodach międzynarodowych. Za jej funkcjonowanie odpowiedzialny jest Omański Związek Piłki Nożnej, organ zarządzający piłką nożną w Omanie. Reprezentacja powstała w 1978 i w tym samym roku dołączyła do UAFA oraz FIFA. Do AFC została włączona w 1980. Czterokrotnie udało jej się awansować do Pucharu Azji, największym jej sukcesem na tejże imprezie był awans z grupy w 2019 roku. Nigdy nie udało jej się zakwalifikować do finałów Mistrzostw Świata.

## Bieżące kwalifikacje

### Grupa D
| Lp. | Drużyna      | Mecze | Punkty | Zwyc. | Rem. | Por. | Bramki |
| --- | ------------ | ----- | ------ | ----- | ---- | ---- | ------ |
| 1   | Iran         | 8     | 20     | 6     | 2    | 0    | 26-3   |
| 2   | Oman         | 8     | 14     | 4     | 2    | 2    | 11-7   |
| 3   | Turkmenistan | 8     | 13     | 4     | 1    | 3    | 10-11  |
| 4   | Guam         | 8     | 7      | 2     | 1    | 5    | 3-16   |
| 5   | Indie        | 8     | 3      | 1     | 0    | 7    | 5-18   |

### Grupa B
| Miejsce | Drużyna   | Mecze | Punkty | Zwyc. | Rem. | Por. | Bramki |
| ------- | --------- | ----- | ------ | ----- | ---- | ---- | ------ |
| 1       | Japonia   | 8     | 17     | 5     | 2    | 1    | 16-5   |
| 2       | Australia | 8     | 13     | 3     | 4    | 1    | 12-7   |
| 3       | Jordania  | 8     | 10     | 3     | 1    | 4    | 7-16   |
| 4       | Oman      | 8     | 9      | 2     | 3    | 3    | 7-10   |
| 5       | Irak      | 8     | 5      | 1     | 2    | 5    | 4-8    |

## Udział wMistrzostwach Świata
- 1930 – 1950 – Nie brał udziału (był brytyjskim protektoratem)
- 1954 – 1982 – Nie brał udziału (nie był członkiem FIFA)
- 1986 – Wycofał się z kwalifikacji
- 1990 – 2022 – Nie zakwalifikował się

## Udział wPucharze Azji
- 1956 – 1976 – Nie brał udziału (nie był członkiem AFC)
- 1980 – Nie brał udziału
- 1984 – Nie zakwalifikował się
- 1988 – Nie brał udziału
- 1992 – 2000 – Nie zakwalifikował się
- 2004 – Faza grupowa
- 2007 – Faza grupowa
- 2011 – Nie zakwalifikował się
- 2015 – Faza grupowa
- 2019 – 1/8 finału
- 2023 – Awans

## Trenerzy
| Trener                      | Od   | Do   |
| --------------------------- | ---- | ---- |
| Mamadoh Mohammed Al-Khafaji | 1974 | 1976 |
| George Smith                | 1979 | 1979 |
| Hamed El-Dhiab              | 1980 | 1982 |
| Mansaf El-Meliti            | 1982 | 1982 |
| Paulo Heiki                 | 1984 | 1984 |
| Antônio Clemente            | 1986 | 1986 |
| Jorge Vitório               | 1986 | 1988 |
| Karl-Heinz Heddergott       | 1988 | 1989 |
| Bernd Patzke                | 1990 | 1992 |
| Heshmat Mohajerani          | 1992 | 1994 |
| Rashid bin Jaber Al-Yafi’i  | 1995 | 1996 |
| Mahmoud El-Gohary           | 1996 | 1996 |
| Jozef Vengloš               | 1996 | 1997 |
| Valdeir Vieira              | 1998 | 1999 |
| Carlos Alberto Torres       | 2000 | 2001 |
| Bernd Stange                | 2001 | 2001 |
| Milan Máčala                | 2001 | 2001 |
| Rashid bin Jaber Al-Yafi’i  | 2002 | 2002 |
| Milan Máčala                | 2003 | 2005 |
| Srečko Juričić              | 2005 | 2006 |
| Milan Máčala                | 2006 | 2007 |
| Gabriel Calderón            | 2007 | 2008 |
| Julio César Ribas           | 2008 | 2008 |
| Hamad al-Azani              | 2008 | 2008 |
| Claude Le Roy               | 2008 | 2010 |
| Hamad al-Azani              | 2010 | 2011 |
| Paul Le Guen                | 2011 | 2015 |
| Juan Ramón López Caro       | 2016 | 2016 |
| Pim Verbeek                 | 2016 | 2019 |
| Erwin Koeman                | 2019 | 2019 |